# William Steinkraus
William Clark Steinkraus (conocido como Bill Steinkraus; Cleveland, 12 de octubre de 1925-Darien, 29 de noviembre de 2017) fue un jinete estadounidense que compitió en la modalidad de salto ecuestre.

## Trayectoria
Comenzó a montar a los diez años, ganando importantes concursos en su país. Después de sus primeros éxitos ecuestres entró a la Universidad Yale. Posteriormente entra al Ejército y sirve en la caballería, en donde continúa sus entrenamientos en equitación. Durante la Segunda Guerra Mundial fue enviado a Birmania, donde sirvió como parte del 124.° Regimiento de Caballería entre 1943 y 1945. Al finalizar la guerra regresó a los Estados Unidos y terminó su educación en Yale, graduándose en 1949.
Después de la universidad se dedicó exclusivamente a los deportes ecuestres. Participó en cinco Juegos Olímpicos de Verano entre los años 1952 y 1972, obteniendo cuatro medallas: bronce en Helsinki 1952, plata en Roma 1960, oro en México 1968 y plata en Múnich 1972. En los Juegos Panamericanos consiguió cuatro medallas entre los años 1959 y 1967.

## Palmarés internacional
| Juegos Olímpicos     | Juegos Olímpicos         | Juegos Olímpicos  | Juegos Olímpicos |
| Año                  | Lugar                    | Medalla           | Categoría        |
| -------------------- | ------------------------ | ----------------- | ---------------- |
| 1952                 | Helsinki (Finlandia)     | Medalla de bronce | Por equipos      |
| 1960                 | Roma (Italia)            | Medalla de plata  | Por equipos      |
| 1968                 | México (México)          | Medalla de oro    | Individual       |
| 1972                 | Múnich (RFA)             | Medalla de plata  | Por equipos      |
| Juegos Panamericanos |                          |                   |                  |
| Año                  | Lugar                    | Medalla           | Categoría        |
| 1959                 | Chicago (Estados Unidos) | Medalla de oro    | Por equipos      |
| 1959                 | Chicago (Estados Unidos) | Medalla de plata  | Individual       |
| 1963                 | São Paulo (Brasil)       | Medalla de oro    | Por equipos      |
| 1967                 | Winnipeg (Canadá)        | Medalla de plata  | Por equipos      |